# Primærrute 35
De Primærrute 35 is een hoofdweg in Denemarken. De weg loopt van Hjørring naar Frederikshavn. De Primærrute 35 loopt over het eiland Vendsyssel-Thy en is ongeveer 38 kilometer lang.